# Србија и Црна Гора на Дечјој песми Евровизије
Србија и Црна Гора су свог јединог представника на избору за Дечју песму Евровизије имале 2005. године. Представник, Филип Вучић је том приликом освојио 29 поена и заузео тринаесто место. Србија је своје учешће на избору за Дечју песму Евровизије, као независна држава обезбедила 2006. године. 
Црна Гора, као независна република, није имала свог представника 2006. а потврдила је да неће учествовати ни на избору 2007.
| Година | Извођач(и)  | Песма           | Пласман | Поени |
| ------ | ----------- | --------------- | ------- | ----- |
| 2005   | Филип Вучић | Љубав па фудбал | 13      | 029   |